# Mike Couper

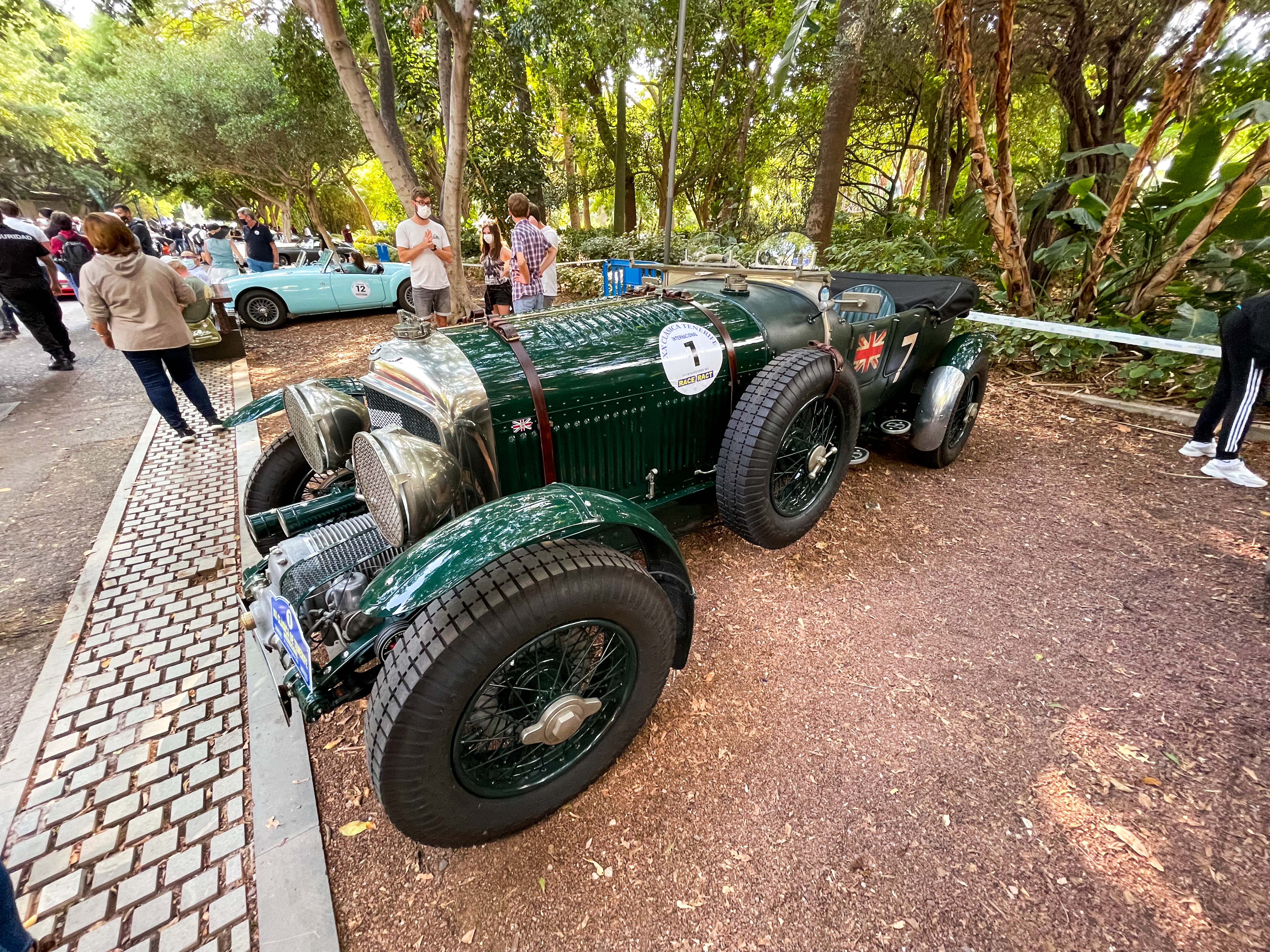
Der von Mike Couper beim 24-Stunden-Rennen von Le Mans 1931 gefahrene Bentley Blower

William Michael „Mike“ Couper (* 7. September 1905 in London; † 28. April 1976 in St Albans) war ein britischer Autorennfahrer.

## Karriere als Rennfahrer
Die Rennkarriere von Mike Couper fand in den 1930er-Jahren vor allem auf der Rennbahn von Brooklands statt. Zwischen 1929 und 1936 war er neunmal in Brooklands am Start, mit der besten Platzierung 1932, als er auf einem MG Midget das 500-Meilen-Rennen als Siebter beendete. Die Teilnahme beim 24-Stunden-Rennen von Le Mans 1931 endete nach einem Zündverteilerschaden am Bentley Blower vorzeitig. 

## Statistik

### Le-Mans-Ergebnisse
| Jahr | Team         | Fahrzeug       | Teamkollege  | Platzierung | Ausfallgrund  |
| ---- | ------------ | -------------- | ------------ | ----------- | ------------- |
| 1931 | Antony Bevan | Bentley Blower | Antony Bevan | Ausfall     | Zündverteiler |